# Bec (Đakovica)
Pour les articles homonymes, voir Bec (homonymie).
Bec en albanais et Bec en serbe latin (en serbe cyrillique : Бец) est une localité du Kosovo située dans la commune/municipalité de Gjakovë/Đakovica, district de Gjakovë/Đakovica (Kosovo) ou de Pejë/Peć (Serbie). Selon le recensement kosovar de 2011, elle compte 1 223 habitants.

## Histoire
Dans le village, l'église de l'Assomption-de-Marie, qui date du XVIIIe siècle, est proposée pour une inscription sur la liste des monuments culturels du Kosovo.

## Démographie

### Évolution historique de la population dans la localité
| 1948 | 1953 | 1961 | 1971 | 1981  | 1991  | 2011  |
| ---- | ---- | ---- | ---- | ----- | ----- | ----- |
| 575  | 672  | 762  | 881  | 1 096 | 1 188 | 1 223 |

|  |

### Répartition de la population par nationalités (2011)
En 2011, les Albanais représentaient 94,36 % de la population.